# Linières-Bouton
Linières-Bouton ist eine Ortschaft und eine Commune déléguée in der französischen Gemeinde Noyant-Villages mit 89 Einwohnern (Stand 1. Januar 2022) im Département Maine-et-Loire in der Region Pays de la Loire. Die Einwohner werden Liniérois genannt.
Linières-Bouton wurde am 15. Dezember 2016 mit 13 weiteren Gemeinden, namentlich Auverse, Breil, Broc, Chalonnes-sous-le-Lude, Chavaignes, Chigné, Dénezé-sous-le-Lude, Genneteil, Lasse, Meigné-le-Vicomte, Méon, Noyant und Parçay-les-Pins zur neuen Gemeinde Noyant-Villages zusammengeschlossen.

## Geografie
Linières-Bouton liegt etwa 47 Kilometer östlich von Angers in der Landschaft Baugeois am Lathan.

## Bevölkerungsentwicklung
| Jahr                       | 1962 | 1968 | 1975 | 1982 | 1990 | 1999 | 2006 | 2013 |
| Einwohner                  | 156  | 121  | 107  | 97   | 87   | 93   | 96   | 78   |
| Quellen: Cassini und INSEE |      |      |      |      |      |      |      |      |

## Sehenswürdigkeiten
- Kirche Saint-Martin-de-Vertou aus dem 11./12. Jahrhundert mit späteren Umbauten, seit 1965 Monument historique
- Schloss Boissimon aus dem 15. Jahrhundert
- Mehrere Mühlen aus dem 17./18. Jahrhundert